# Belcher-Kanal
Der Belcher-Kanal (englisch Belcher Channel) ist eine Meerenge im kanadischen Territorium Nunavut. Im kanadisch-arktischen Archipel gelegen, trennt er Cornwall Island im Norden von Devon Island im Süden.

## Geographie
Der Belcher-Kanal bildet den westlichen Ausgang der Norwegian Bay. Zwischen Cornwall Island und der Grinnellhalbinsel im Nordwesten Devon Islands verläuft er 70 km nach Westen. Seine minimale Breite beträgt etwa 40 km. In der Meerenge befindet sich eine Inselgruppe aus Table Island, Ekins Island und Exmouth Island, in einer Bucht Devon Islands die Insel Princess Royal Island und unmittelbar vor der Küste Cornwall Islands das kleine Belcher Island.

## Geschichte
Als erster Europäer erreichte Edward Belcher 1852 die nach ihm benannte Wasserstraße. Auf der Suche nach der verschollenen Franklin-Expedition hatte er sein Winterquartier im Northumberland Sound eingerichtet und war in einem Boot über den Kanal bis nach Cornwall Island vorgedrungen.